# 량천사
량천사(梁泉寺)은 조선민주주의인민공화국 함경남도 고원군 낙천리에 위치한 절이다. 753년 경에 처음 세운 것을 후에 여러 차례 재건한 것으로 현재 조선민주주의인민공화국의 국보 113호로 지정되어 있다.